# (1003) Lilofee
(1003) Lilofee es un asteroide que forma parte del cinturón de asteroides y fue descubierto por Karl Wilhelm Reinmuth desde el observatorio de Heidelberg-Königstuhl, Alemania, el 13 de septiembre de 1923.

## Designación y nombre
Lilofee se designó al principio como 1923 OK.
Más adelante fue nombrado por la sirena Lilofee, un personaje de las canciones populares alemanas.

## Características orbitales
Lilofee está situado a una distancia media del Sol de 3,143 ua, pudiendo alejarse hasta 3,647 ua y acercarse hasta 2,64 ua. Tiene una inclinación orbital de 1,839° y una excentricidad de 0,1602. Emplea 2035 días en completar una órbita alrededor del Sol.